# František Mareš

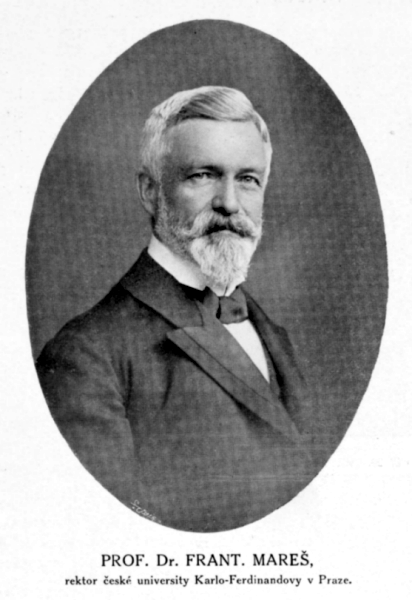
František Mareš

František Mareš (* 20. Oktober 1857 in Opatovice, Kaisertum Österreich; † 6. Februar 1942 in Hluboká nad Vltavou) war ein tschechischer Nationaldemokrat, später faschistisch orientierter Politiker, Physiologe und Philosoph.

## Leben
František Mareš studierte an den Universitäten in Wien und Prag Philosophie und Medizin. 1886 habilitierte er an der Karls-Universität und wirkte dort ab 1890 als Professor der Philosophie. Von 1895 bis 1928 leitete er das physiologische Institut, von 1920 bis 1921 bekleidete er die Stelle des Rektors.
Nach der Entstehung der Tschechoslowakei schloss er sich der nationalistischen Bewegung an und wurde aktives Mitglied der Tschechoslowakischen Nationalen Demokratie, für die er von 1918 bis 1920 in das Parlament einzog und die er anschließend als Senator bis 1925 vertrat. Das von ihm initiierte und 1920 durch die Nationalversammlung erlassene Lex Mareš bestimmte, dass die tschechische Universität die einzige Nachfolgerin der Ur-Universität sei. Sie benannte sich ab 1920 um in Karls-Universität, während die deutsche Universität diesen Zusatz Karls- aus ihrem Namen streichen sollte.
In den Folgejahren kam es wegen seiner nationalistischen und faschistischen Ansichten zu Auseinandersetzungen mit der Parteiführung. 1934 trat er in der Führung der Nationalfront auf, einem Zusammenschluss von zehn tschechischen, faschistisch orientierten Parteien. Im gleichen Jahr war er an der Gründung der Nationalen Einheit (Národní sjednocení) beteiligt, einem Konglomerat tschechischer rechtsorientierter Parteien und politischer Gruppierungen und wurde dort zum stellvertretenden Vorsitzenden gewählt. Ende der dreißiger Jahre engagierte er sich in der faschistischen Organisation Vlajka.

## Werke
Als medizinisch orientierter Physiologe publizierte er seine Ansichten in den Schriften Všeobecná fysiologie (Allgemeine Physiologie) und Fysiologie I-IV, daneben verfasste er aber auch eine Reihe wissenschaftlicher Abhandlungen über Stoffwechsel, Blutkreislauf und Nervenbahnen.
Als Philosoph vertrat er seit Ende des 19. Jahrhunderts den Vitalismus von Henri Bergson bzw. Hans Driesch. Gleichzeitig gehörte er zu den Kritikern des tschechischen Positivismus und Befürwortern und Verteidigern der Echtheit der Königinhofer Handschrift.